# Isotelus
Isotelus (лат.) — род трилобитов из отряда Asaphida, известных из отложений со среднего ордовика до верхнего силура (471,8—416,0 млн лет назад). Ископаемые остатки довольно распространены на северо-востоке США к северо-западу Манитобы, на юго-западе Квебека и юго-восточном Онтарио. Вид Isotelus rex — крупнейший трилобит из когда-либо найденных как целая окаменелость. Крупные экземпляры были также найдены в Огайо, где род Isotelus с 1985 года получил статус «Ископаемое штата».

## Строение
- Большое сходство с Homotelus.
- «Двойная» задняя часть.
- Головной и хвостовой щитки полукруглые и очень похожи по форме.
- Торакс состоит из 8 сегментов, средняя доля немного поднята между внешней плеврой.

## Представители

### Isotelus rex
Образец Isotelus rex, из города Черчилл (Манитоба), является крупнейшим из найденных трилобитов, сохранившимся целиком. Образец обнаружили Дэйв Радкин (Dave Rudkin) (Royal Ontario Museum), Роберт Элиас (Robert Elias) (Университет Манитобы), Грэм Янг (Graham Young) (музей Манитобы) и Эдвард Добржански (Edward Dobrzanske) (музей Манитобы) в 1999 году. Он имеет размеры 720 мм в длину, 400 мм в ширину (по голове Cephalon) и 70 мм по высоте (на задней срединной точке головного отдела).

## Галерея

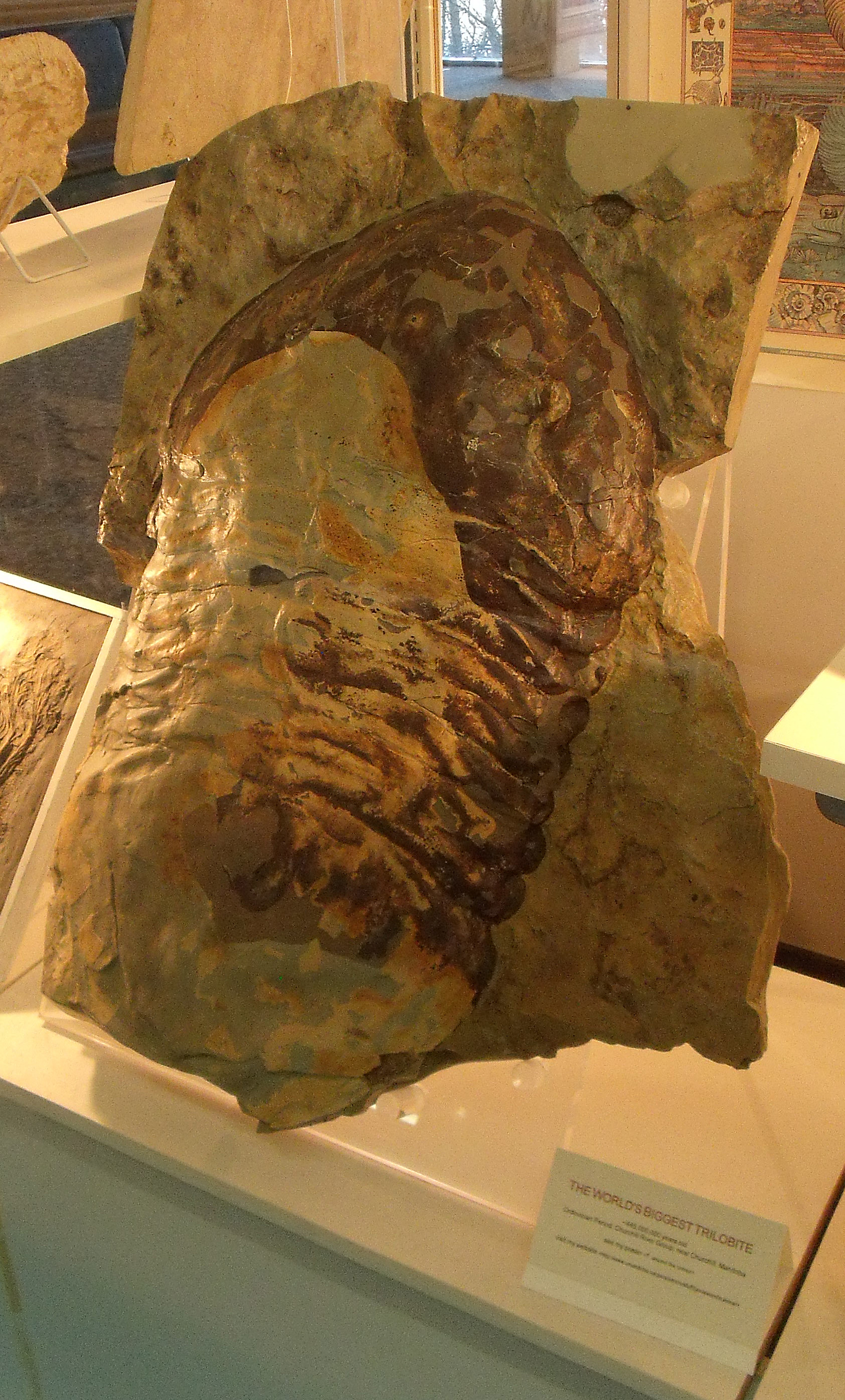
Слепок голотипа Isotelus rex
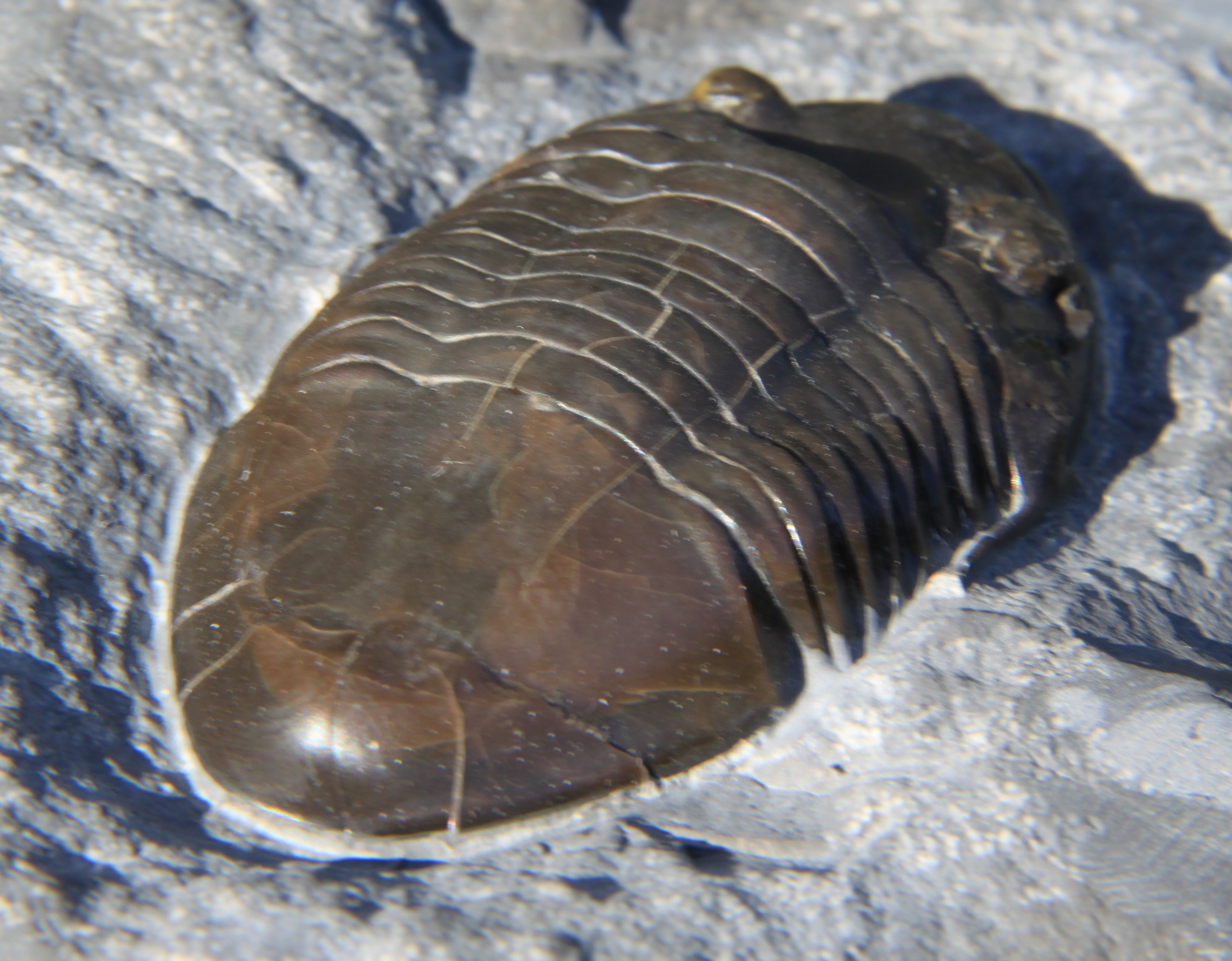
Образец Isotelus gigas
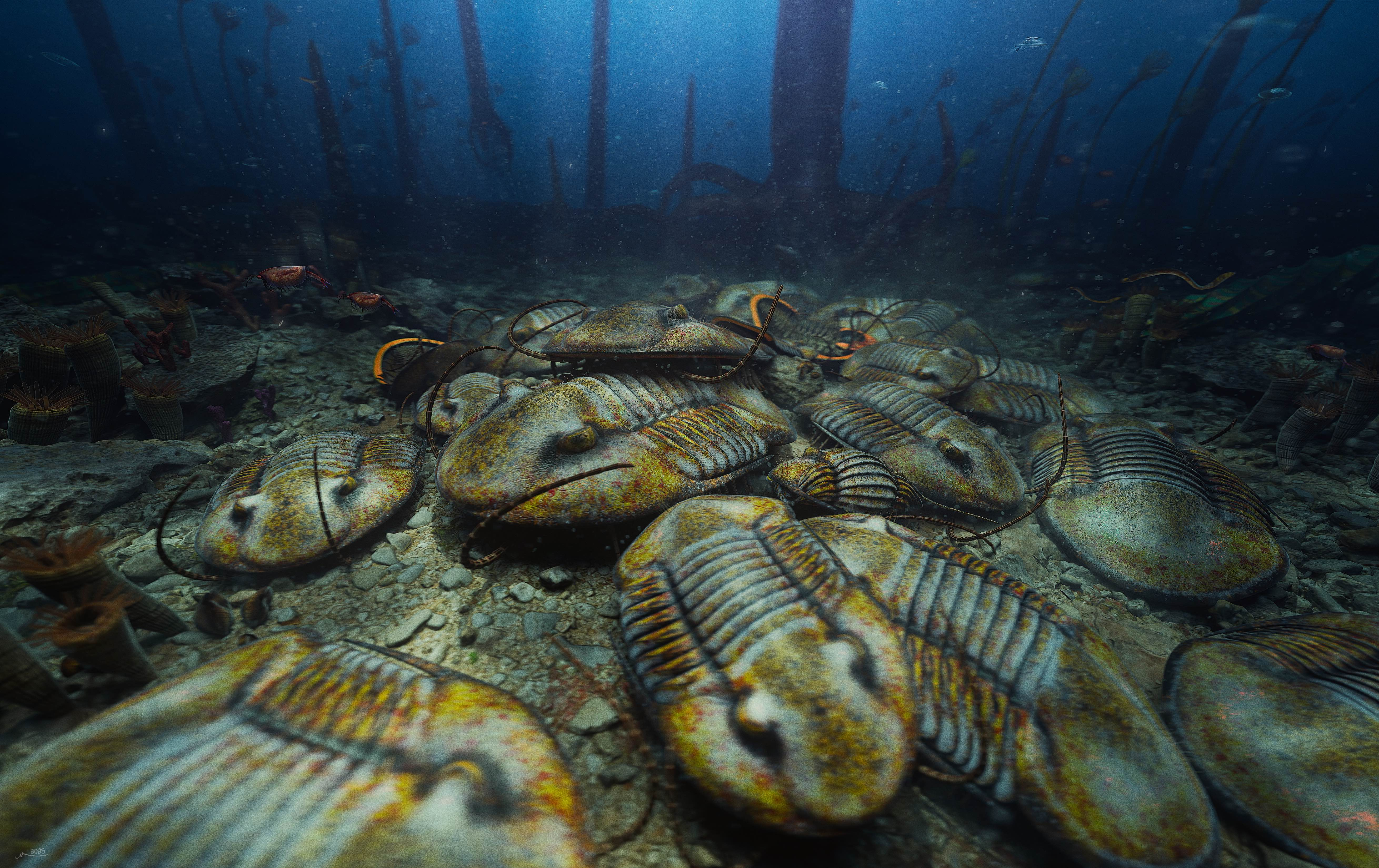
Реконструкция скопления Isotelus maximus и крупного эндоцерида[англ.] сзади